# Guichenotia quasicalva
Guichenotia quasicalva är en malvaväxtart som beskrevs av C.F.Wilkins. Guichenotia quasicalva ingår i släktet Guichenotia och familjen malvaväxter. Inga underarter finns listade i Catalogue of Life.